# Mošuje
Mošuje je bivše selo na Braču. Starohrvatsko je selo.

## Zemljopisni položaj
Smjestio se je između huma Huma i brježuljka Brkata, sjeveroistočno od crkvice Svih Svetih.

## Povijest
Naseljeno još u starom vijeku. Pri poljodjelskim radovima pronađene su rimske cigle i novovjekovna keramika. U rimsko doba ovdje je bila rustična vila, vjerojatno manji objekt koji je djelovao samostalno, a bio je namijenjen stočarstvu.
Spominje ga prvi brački povjesničar Dujam Hranković u Opisu otoka Brača 1405. god., u kojem je spomenio ondašnja bračka naselja: na istočnom dijelu otoka Gornji Humac, Straževnik, Podhume, Mošuljica (Mošuje), Dubravka, Gradac, Podgračišće; na središnjem dijelu Pražnice i Dol; u zapadnom dijelu Donji Humac, Nerežišća i Škrip.
1463. godine padom Bosne na Brač su stigli prve izbjeglice. Godine 1466. su izbjeglice iz Hercegovine podignuli sagradili kulu i dvije kuće u predjelu Ravan kod Selaca. U Bračko plemićko vijeće primljeni su 1489., 1492. su stekli plemićku potvrdu. Zatim su se preselili u selo Mošuje, a njihovi potomci u obližnji Gornji Humac. Primanje u bračko plemićko vijeće veliki je uspjeh, jer mnoge plemenitaške obitelji kojima je Mletačka Republika priznala plemstvo, bilo da su staro hrvatsko plemstvo iz Bosne ili da su inozemni plemići nisu ušle u to vijeće.
Selima Mošuju i Dubravici pripadala je crkva Svih Svetih. Uz crkvu je i groblje. Oba su sela nestala nakon haranja kuge u 15. i 16. stoljeću.
Srednjovjekovne kuće su sačuvane.